# BeReal
BeReal es una aplicación de redes sociales francesa lanzada en 2020. Fue desarrollada por Alexis Barreyat y Kevin Perreau, y ganó popularidad entre la Generación Z a principios de 2022. Funciona pidiendo a los usuarios que compartan una foto de lo que sea que estén haciendo durante una ventana de dos minutos seleccionada al azar cada día.

## Historia
La aplicación fue desarrollada por Alexis Barreyat. un exempleado de GoPro, y Kevin Perreau, y ganó popularidad con la Generación Z a principios de 2022. Primero se difundió ampliamente en los campus universitarios, en parte debido a un programa de embajadores pagados (David Aliagas). Para abril, se había descargado más de 6,8 millones de veces, y la mayoría de las descargas se realizaron en 2022 A mediados del año 2022, BeReal ya ha superado los 100 millones de usuarios, ocupando el puesto n.º 1 en descargas de la App Store. BeReal recibió una ronda de financiación de 30 millones de dólares de Andreessen Horowitz.

## Características
Una vez al día, BeReal notifica a todos los usuarios que está abierta una ventana de dos minutos para publicar una foto y les pide que compartan una imagen de lo que sea que estén haciendo en ese momento. La ventana dada varía de un día a otro. Si un usuario publica su imagen diaria después de la ventana de dos minutos, se notifica el hecho a otros usuarios. 
Si publicas a tiempo, podrás hacer 5 BeReals más en el momento que quieras, y si se hace fuera del tiempo de 2 minutos, tendrás la opción de hacer un BeReal tardío, una vez que lo haces fuera de tiempo, también tendrás la opción de hacer un BeReal más, en vez de los 5 que tendrías cuando lo haces en el tiempo de 2 minutos. Debido a su ciclo diario de interacción, se ha comparado con Wordle, que ganó popularidad a principios de 2022.
BeReal ha sido descrito como diseñado para competir con Instagram, mientras que al mismo tiempo resta importancia a la adicción a redes sociales y su uso excesivo. La aplicación no permite ningún filtro fotográfico u otra edición, y tampoco contiene una cuenta de seguidores.
En BeReal puedes hacer amigos que pueden ver lo que has publicado si ellos publican algo. Los amigos que tengas dentro de la app pueden ser tus contactos o sus amigos. Tus amigos pueden comentar o poner "realmojis" en tus "BeReals"

## Recepción
Jason Koebler, escritor de Vice, escribió que, en contraste con Instagram, que presenta una visión inalcanzable de la vida de las personas, BeReal, en cambio, «hace que todos se vean extremadamente aburridos». Niklas Myhr, profesor de redes sociales en la Universidad Chapman, argumentó esa profundidad de compromiso puede determinar si la aplicación es una tendencia pasajera o tiene un «poder de permanencia». Kelsey Weekman, reportera de BuzzFeed News, señaló que la falta de voluntad de la aplicación para «glamorizar la banalidad de la vida» la hizo sentir «humillante», a pesar de su énfasis en la autenticidad.